# Ranoidea dayi
Ranoidea dayi es una rana de árbol de la familia Pelodryadidae de Australia.  Vive en el noroeste de Queensland.
La rana adulta mide 5.0 cm de largo.  A diferencia de otras ranas machos, que cantan en grupos, los machos de Ranoidea dayi siempre mantienen un metro de distancia cuando cantan para las hembras.  Científicos creen que la competencia por las hembras es intensa y estos son animales territoriales.
Vive en selvas tropicales, especialmente en las montañas.  Se alimenta de casi cualquier cosa que le quepa en la boca, generalmente invertebrados como arañas e insectos.
La hembra pone sus huevos debajo de piedras en arroyos de movimiento rápido. Los huevos no están pigmentados y sus cápsulas miden 3.3 a 3.5 mm. Los renacuajos tienen colas musculosas para que puedan nadar en aguas rápidas.   Los renacuajos que nacen de los huevos puestos temprano en la temporada se convierten en ranas en 3-4 meses. Los renacuajos que nacen de los huevos puestos más tarde pueden pasar el invierno como renacuajos y convertirse en ranas la temporada siguiente.
Los científicos no están seguros de por qué esta rana está amenazada. Una idea es que cerdos cimarrones han venido a sus selvas tropicales y han arrancado las plantas bajas en las que a la rana le gusta trepar y esconderse.  Otra idea es que la enfermedad fungal quitridiomicosis podría estar matando a estas ranas.